# Clever
Clever A/S er en dansk virksomhed, der udbyder et netværk af ladestandere til elbiler. Virksomheden tilbyder også at opstille ladestandere hos private og virksomheder. Clever har 35.379 ladepunkter og 986 lynladepunkter, som der kan benyttes via. abonnement eller med en fast KWh pris. Clever ejes af Andel og har 275 ansatte. I 2023 solgte de elektricitet for 900 mio. danske kroner.

## Ejerforhold
Clever er fra 2018 ejet af SEAS-NVE med 95% af aktierne og NRGi med 5%. Frem til 2018 ejede SE 42% og Eniig og Energi Fyn hver 5%.